# Кубелка, Петер
Петер Кубелка (23 марта 1934, Вена, Австрия) — австрийский экспериментальный кинорежиссер, архитектор, музыкант, куратор и преподаватель. Его фильмы в основном короткие эксперименты по связыванию, казалось бы, разрозненных звуков и образов. Кубелка наиболее известен своей авангардной классикой 1960 года Unsere Afrikareise  («Наша поездка в Африку»).

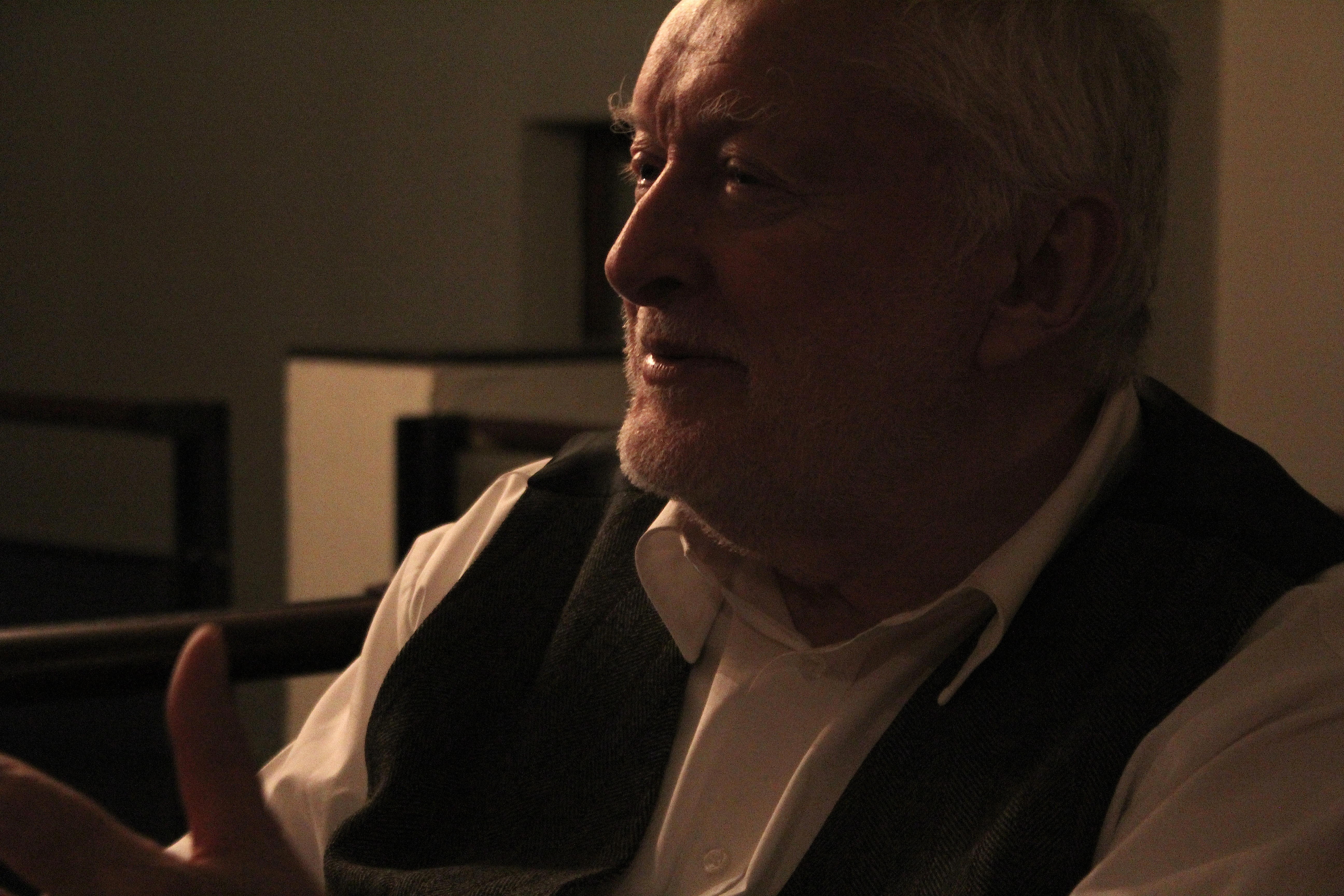
Петер Кубелка

## Жизнь и карьера
Петер Кубелка вырос в Тауфкирхен-ан-дер-Прам в Верхней Австрии. В молодости он был участником венского хора мальчиков ( в период с 1944 по 1947) и австрийским младшим чемпионом по метанию диска (1953) и дзюдоистом. Он учился с 1952 по 1954 год в Университете музыки и исполнительских искусств в Вене и с 1954 по 1955 год в экспериментальном киноцентре в Риме. В феврале 1964 года Петер Кубелка и его коллега (энтузиаст) Петер Конлехнер основали Австрийский музей кинематографии, которым они совместно руководили до 2001 года. Они встретились в 1962 году на «Международной неделе короткометражных фильмов», организованной Петером Конлехнером в рамках его студенческого кинематографического клуба Cinestudio в Техническом университете Вены. Их целью было создание в Австрии центра для презентации и сохранения международной истории кино.
В 1970 году Петер Кубелка стал одним из основателей архива антологии кино в Нью-Йорке, где он впервые определил свою концепцию «Невидимого кино» и выступал в качестве члена жюри отбора для киносеанса Essential Cinema.
С 1978 по 2000 год он преподавал в Штедельшуле во Франкфурте-на-Майне, там он возглавлял класс по кино. В период с 1985 по 1988 год был выбран ректором.
В 1980 году он основал Ensemble Spatium Musicum.
В 1989 году Кубелка реализовал в Вене «Невидимое кино» в австрийском музее кино и задумал программу цикла лекций о кино. Цикл лекци назывался: "Что такое фильм?" Каждый вторник можно было посещать эти лекции в Filmmuseum с 1996 года.
В 2014 был выпущен DVD диск с документальным фильмом о творчестве Кубелки автор фильма Martina Kudláčeks.

## Творчество
Фильмы Кубелки - это короткие экспериментальные работы длительность которых достигает от одной до десяти минут. Кубелку принято ставить в один ряд с Дзигой Вертовым, а также с представителями авангардного кино 1920-х годов: Вальтер Рутман, Викинг Эггелинг (Symphony Diagonale), Ханс Рихтер, Ман Рэй, Фернан Леджер и Марсель Дюшан.
Самый известный фильм Петера Кубелки Unsere Afrikareise (Our Trip to Africa) снятый в 1965 году. Здесь образ и звук схожи с работой «Энтузиазма» Вертова. Изображения и звук не записываются одновременно, но чтобы создать более естественное впечатление, они связаны между собой ассоциативно. Например стрельба из винтовки показана не с точки зрения визуального восприятия. Кубелка предполагает, что одного звука достаточно, чтобы додумать «выстрел». В этом фильме особенно впечатляет сцена, в которой бабочка в крупном размере полностью синхронизируется с австрийской народной музыкой.

## Серия метрических фильмов
Метрические фильмы Кубелки составляют основу для структурно определения его фильмографии. Эта структура привела Кубелку к признанию его творчества в кинематографический ряд авангарда в 1960-х и 1970-х годах. Петер Кубелка снял в этот творческий период три фильма: Adebar, Schwechater и Арнульф Райнер, которые известны в классификации метрического кино. Понятие метрической системы происходит из музыки. Речь идет об отдельных музыкальных единицах, так как в музыкальных нотах представлены разные значения (половина, четверть и т. д.). Напротив, как в фильме единая настройка единицы времени. Один выстрел, в свою очередь, состоит из нескольких кадров, с 24 кадрами, представляющими одну секунду в фильме. В метрических фильмах Кубелки кадры фильма фактически используются как единица времени. Он интенсивно использует музыку, адаптируя кадры под нее, тем самым создавая метрическую систему.

## Фильмография
- Mosaik im Vertrauen (1955)
- Adebar / Адебар (1957)
- Schwechater / Швехат (1958)
- Арнульф Райнер (1960)
- Unsere Afrikareise / Африканская поездка (1966)
- Pause / Перерыв (1977
- Dichtung und Wahrheit (2003)
- Antiphon (2012)[5]

Награды
- Großer Österreichischer Staatspreis (1980)[1]
- Goldenes Verdienstzeichen des Landes Wien (2001)[6]
- Австрийский почётный знак «За науку и искусство» (2005)
- Internationaler Eckart Witzigmann Preis (2012)
- Split Film Festival Special Festival Award for the outstanding contribution to the artistic development of the moving image (2013)
- Золотой Почётный знак «За заслуги перед Веной» (2015)[7]